# Beyond (Raumfahrtmission)
Beyond war eine Raumfahrtmission der Europäischen Weltraumorganisation (ESA), bei der sich der Astronaut Luca Parmitano 200 Tage lang an Bord der Internationalen Raumstation (ISS) aufhielt. Die Bezeichnung dieser Mission sagt über ihren Inhalt nichts aus. Es ist üblich, dass ESA-Astronauten ihre Mission unter ein individuelles Motto stellen.

## Vorbereitung
Parmitano wurde im Mai 2009 offiziell von der Europäischen Weltraumorganisation ESA als Raumfahrer ausgewählt. 2013 flog er mit dem Raumschiff Sojus TMA-09M zur ISS und verbrachte dort sechs Monate als Bordingenieur der ISS-Expeditionen 36 und 37.
Im Juni 2018 wurde bekannt gegeben, dass Parmitano im Rahmen der ISS-Expeditionen 60 und 61 für einen zweiten Langzeitaufenthalt ins All fliegen soll. Als Ersatzmann für Parmitano war der japanische Raumfahrer Sōichi Noguchi vorgesehen.

## Missionsverlauf
Parmitano startete am 20. Juli 2019 mit dem Raumschiff Sojus MS-13 zur ISS. Begleitet wurde er von Alexander Skworzow und Andrew R. Morgan. Auf der Station traten sie der Expedition 60 bei, der auch Kommandant Alexei Owtschinin aus Russland und die Bordingenieure Nick Hague und Christina Koch aus den USA angehörten.
Am 3. Oktober 2019 endete die Expedition 60 und die Expedition 61 begann. Während Owtschinin, Hague und Hassa al-Mansuri, einem mit Sojus MS-15 gestarteten Astronauten aus den Vereinigten Arabischen Emiraten, mit Sojus MS-12 auf die Erde zurückkehrten, blieb Parmitano zusammen mit Koch, Skworzow, Morgan sowie mit Oleg Skripotschka und Jessica Meir (beide mit Sojus MS-15 gestartet) auf der ISS. Bereits am 2. Oktober 2019 hatte Parmitano als erster Italiener das Kommando auf der ISS übernommen.
Am 6. Februar 2020 kehrte Parmitano zusammen mit Skworzow und Koch zur Erde zurück. Mit der Landung in Kasachstan endete auch die Mission Beyond.
Beyond war der längste ununterbrochene Raumflug eines ESA-Astronauten, Luca Parmitano hielt sich mit 200 Tagen 16 Stunden und 44 Minuten knapp einen Tag länger im All auf, als Samantha Cristoforetti auf ihrer Mission Futura während der ISS-Expeditionen 42 und 43. Diesen Rekord hält Parmitano gegenwärtig (Stand April 2022).

## Forschung
Luca Parmitano führte über 50 europäische und 200 internationale Experimente während der Mission Beyond durch. Darunter war unter anderem das „Analog-1“ Experiment, bei dem Parmitano von der Internationalen Raumstation aus einen Rover in den Niederlanden fernsteuerte, um so die Steuerung eines Roboters auf dem Mond zu simulieren. Das Experiment sammelte unter anderem Daten über den Nutzen von haptischem Feedback an den steuernden Astronauten. Getestet wurde dabei auch, wie ein Geologen-Team Astronauten bei der Auswahl von Proben helfen kann.

## Außenbordeinsätze

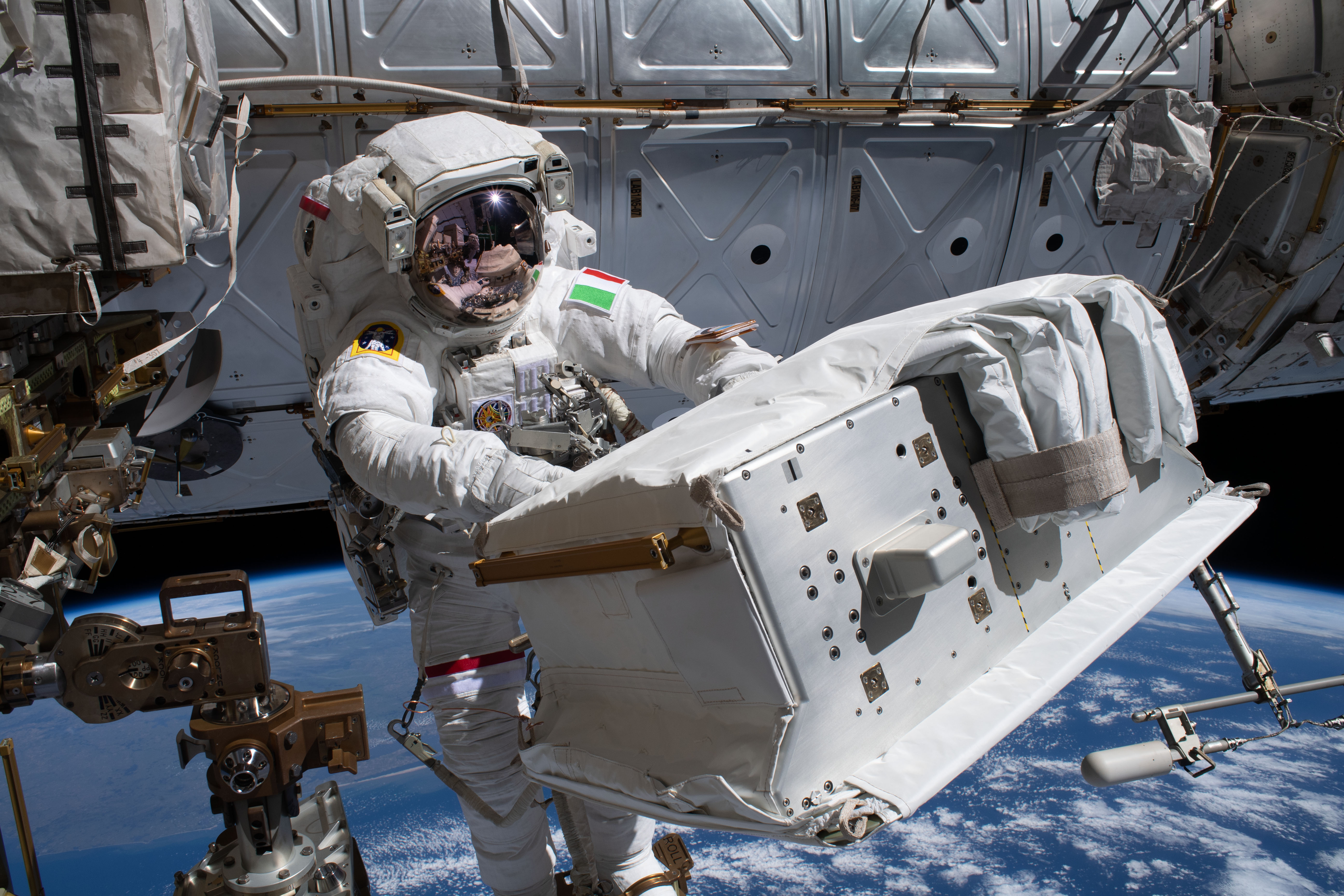
Luca Parmitano transportiert eine neue Wärmepumpe für das Alpha-Magnet-Spektrometer während des dritten Außenbordeinsatzes der Beyond Mission, aufgenommen am 2. Dezember 2019.

Während der Mission Beyond führte Parmitano vier Außenbordeinsätze durch, um das Alpha-Magnet-Spektrometer zu warten. Dadurch konnte die Laufzeit des Experiments zur Suche nach Antimaterie und Dunkler Materie verlängert werden, nachdem es ursprünglich 2011 auf der ISS installiert wurde. Durch die Ausstiege hat Luca Parmitano insgesamt über 33 Stunden und 9 Minuten außerhalb der Raumstation verbracht und hält damit den europäischen Rekord für die längste kumulative Dauer von Außenbordeinsätzen.

## Trivia
Am 13. August 2019 wurde Parmitano der erste DJ im Weltraum. Er spielte ein Set von circa zwölf Minuten Länge für ein Publikum auf dem Kreuzfahrtschiff Norwegian Pearl, das vor Ibiza ankerte. Er wurde vom deutschen DJ Le Shuuk auf den Auftritt vorbereitet und verwendete einen Tabletcomputer. Parmitano sagte, Musik sei neben Mathematik eine Sprache die von allen Menschen gesprochen würde, und daher ein verbindendes Element. Das Ereignis war Teil des Öffentlichkeitsprogramms der ESA, die bei verschiedenen Musikveranstaltungen als Partner auftrat.